# داریو ملنیاک
داریو ملنیاک (کرواتی: Dario Melnjak؛ زادهٔ ۳۱ اکتبر ۱۹۹۲) بازیکن فوتبال اهل کرواسی است.
از باشگاه‌هایی که در آن بازی کرده‌است می‌توان به باشگاه فوتبال اسلاون بلوپو و باشگاه فوتبال لوکرن اوست والاندرن اشاره کرد.
وی همچنین در تیم ملی فوتبال کرواسی بازی کرده‌است.